# Verein für die Erhaltung und Ausstattung des Essener Münsters (Münsterbauverein)

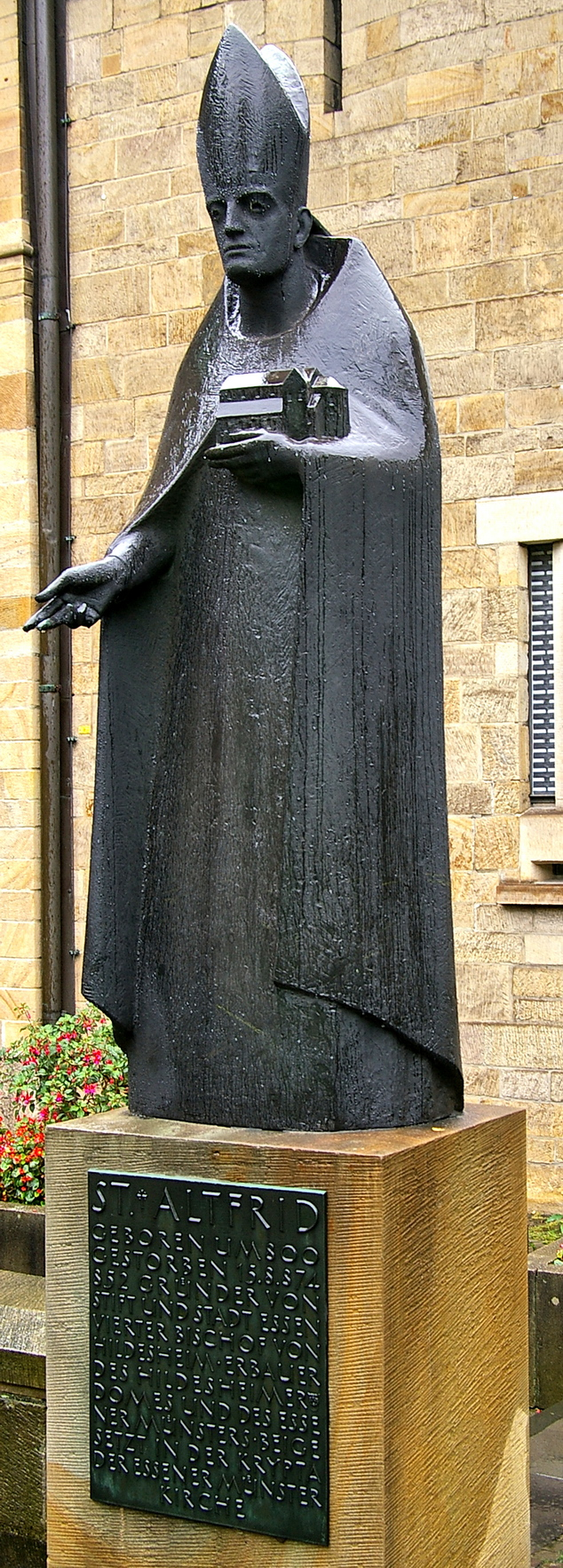
Die Statue des Gründers des Stifts Essen, Bischof Altfrid, wurde 1971 von Ludwig Deller geschaffen und vom Münsterbauverein finanziert

Der Verein für die Erhaltung und Ausstattung des Essener Münsters (Münsterbauverein e. V.) ist ein gemeinnütziger, überkonfessioneller Verein, der entgegen seinem Vereinsnamen nicht nur das Essener Münster, den heutigen Essener Dom, sondern die gesamte Dominsel mit Dom, Atrium, Anbetungskirche St. Johann Baptist, Kreuzgang, Domplatz und Domschatzkammer unterstützt und neben Erhaltung und Ausschmückung auch die Erforschung ihrer Geschichte fördert.

## Geschichte
Das Essener Münster wurde im Zweiten Weltkrieg zerstört. Der erste Essener Oberbürgermeister nach dem Zweiten Weltkrieg, der Kommunist Heinz Renner, rief 1946 dazu auf, das Münster zum dritten Mal wiederaufzubauen. Am 18. November 1947 gründete sich daraufhin der Münsterbauverein. 1948 erschien die erste Ausgabe der Vereinszeitschrift Das Münster am Hellweg, die heute jährlich erscheint und in dem wichtige Aufsätze zur Geschichte des Doms, der Dominsel und des Essener Frauenstifts erscheinen. Die Publikation ist in zahlreichen Bibliotheken zwischen Aurich und Freiburg archiviert, die genauen Standorte sind über eine ZDB-OPAC-Abfrage zu erfahren.
Der meist nur kurz Münsterbauverein genannte Verein konnte entscheidend den 1957 abgeschlossenen Wiederaufbau des Essener Münsters fördern, um sich danach dem Erhalt und der Ausstattung widmen zu können. Der Münsterbauverein förderte die Verglasung des Münsters mit Fenstern bedeutender Künstler, das Altfrid-Denkmal auf dem Vorplatz sowie die Bronzetüren zum Atrium, den Altar in der West- oder Adveniatskrypta, die Umgestaltung des Domhofes, Dacheindeckungen und die Restaurierung von Schatzstücken. Der Münsterbauverein förderte Tagungen des Essener Arbeitskreises zur Erforschung der Frauenstifte und gewährte Druckkostenzuschüsse zu den Tagungsbänden, ebenso zu mehreren Dissertationen und Forschungsarbeiten.
Zum 75. Geburtstag des Vereins veranstaltete dieser in der Domschatzkammer die Ausstellung KONTRASTE, in der expressionistische Kunstwerke, unter anderem von Max Beckmann, Emil Nolde, Christian Rohlfs und Werner Scholz, Kunstwerken des Domschatzes gegenübergestellt wurden.

## Haushalt
Der wesentliche Teil der Einnahmen sind Zuwendungen aus staatlichen Lotterien. Daneben ist der Verein mit Essener Wirtschaftsunternehmen vernetzt, die Einzelprojekte mit Spenden unterstützen. Weitere Einnahmen sind die Mitgliedsbeiträge.